# The Root of All Evil (Arch Enemy)
The Root of All Evil è l'ottavo album in studio del gruppo musicale svedese Arch Enemy, pubblicato il 28 settembre 2009 dalla Century Media.
Il disco non è altro che una raccolta di canzoni degli Arch Enemy dell'era Liiva registrate nuovamente con Angela Gossow alla voce.

## Tracce
1. The Root of All Evil (Intro) – 1:06
2. Beast of Man – 3:45
3. The Immortal – 3:47
4. Diva Satanica – 3:48
5. Demonic Science – 5:24
6. Bury Me an Angel – 4:25
7. Dead Inside – 4:24
8. Dark Insanity – 3:25
9. Pilgrim – 4:50
10. Demoniality – 1:40
11. Transmigration Macabre – 3:33
12. Silverwing – 4:22
13. Bridge of Destiny – 7:53